# Cathédrale de Rochester

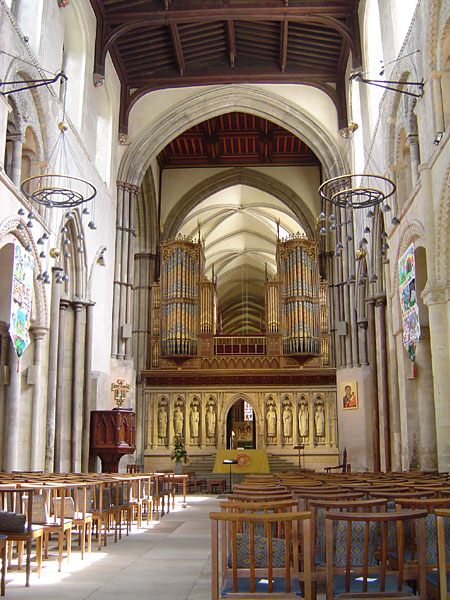
Intérieur de l'église cathédrale.

La cathédrale de Rochester, ou église cathédrale du Christ et la Vierge Marie, est un édifice normand situé à Rochester, dans le comté du Kent au Royaume-Uni.

## Historique
Deuxième plus ancien évêché après Canterbury en Angleterre, il est fondé par saint Augustin pour convertir les païens anglais au christianisme au début du VIIe siècle.
Le premier évêque, Juste (futur archevêque de Canterbury), a reçu l'autorisation par le roi Æthelbert de Kent de créer une église dédiée à saint André l’Apôtre à Rochester. La cathédrale a été desservie par un collège de prêtres séculiers et a été dotée en terres près de la ville appelées « Priestfields ». Gondulf du Bec évêque de Rochester (1077 à 1108) reconstruira la cathédrale.
En 1130, la cathédrale est consacrée par l'archevêque de Cantorbury, assisté par treize évêques, en présence du roi Henri Ier d'Angleterre, mais l'occasion a été marquée par un grand incendie qui a presque détruit toute la ville et a endommagé la nouvelle cathédrale. Elle a de nouveau été gravement endommagée par des incendies en 1137 et 1179, et la cathédrale a été pillée en 1215 par les forces du roi Jean d'Angleterre et de nouveau en 1264 par le comte Simon de Montfort, au cours du siège de la ville et de son château.
Outre la châsse de saint Paulin, évêque d'York, la cathédrale contient les reliques de saint Ithamar, le premier Saxon à être consacré évêque et de saint Guillaume de Perth, un pèlerin écossais assassiné. En 1201, les offrandes au tombeau de saint Guillaume ont été si grandes, que par leur ampleur, le chœur a été reconstruit et la tour centrale a été ajoutée (1343), complétant ainsi la cathédrale.
La cathédrale a subi une forte baisse d'influence après la dissolution des monastères au XVIe siècle, période à laquelle ses biens ont été confisqués par la Couronne. Elle est devenue vétuste et mal famée. Samuel Pepys, le chroniqueur, l'a décrite comme un lieu « médiocre ». Elle a subi plusieurs restaurations au XIXe siècle : les principaux travaux ont été réalisés par Lewis Cottingham de 1824 à 1830 suivi par Sir George Gilbert Scott, qui a assumé la tâche en 1872. La rénovation de la cathédrale l'a ramenée à un fac-similé raisonnable de son état au XIe siècle.
Le bâtiment actuel, construit en pierre de Caen, est largement considéré comme l'une des plus belles cathédrales normandes du pays, avec un portail particulièrement raffiné à son entrée occidentale. Le tympan représente le Christ assis dans la gloire au centre, avec l'ancien évêque Juste et le roi Æthelbert de Kent qui l'accompagnent de chaque côté de la porte.